# RAM (groupe)
Pour les articles homonymes, voir RAM.
RAM est un groupe de musique racine basé dans la ville de Port-au-Prince, à Haïti.
Le groupe tire son nom des initiales de son fondateur, l'auteur-compositeur et chanteur principal, Richard Auguste Morse (en). C'est l'un des groupes de premier plan du mouvement musical de musique racine en Haïti.
RAM commence à se produire ensemble en 1990 et enregistre son premier album en 1996. La musique du groupe intègre des paroles et des instruments traditionnels, tels que des cors rara et des tambours, au rock 'n' roll moderne. Les chansons du groupe incluent des paroles en créole haïtien, en français et en anglais.

## Performances et influence internationale
RAM, originaire de Port-au-Prince, est considéré comme le groupe prééminent d'Haïti. Avec plus de 25 ans de performances continues, le groupe a su marquer la scène musicale tant au niveau national qu'international.
Leur musique est un mélange harmonieux de polyrythmies folkloriques anciennes, de riffs de guitare punk rock et de mélodies caribéennes entraînantes.
La chanteuse charismatique, Lunise, ajoute une touche unique à leur son. Le groupe a une résidence hebdomadaire à l'Hôtel Oloffson, où ils se produisent tous les jeudis depuis 25 ans.
Sur la scène internationale, RAM a participé à des concerts et festivals dans des pays tels que les États-Unis, la France, le Royaume-Uni, le Mexique et le Brésil.
Au cours des trois dernières années, ils ont produit deux albums, témoignant de leur dynamisme et de leur engagement envers la musique.